# Óscar Rodríguez
Óscar Rodríguez Arnaiz (sinh ngày 28 tháng 6 năm 1998), được biết đến với tên ngắn gọn là Óscar, là một cầu thủ bóng đá chuyên nghiệp người Tây Ban Nha hiện đang thi đấu cho câu lạc bộ Sevilla ở vị trí tiền vệ tấn công và là thành viên của đội tuyển bóng đá quốc gia Tây Ban Nha.

## Sự nghiệp câu lạc bộ

### Real Madrid
Sinh ra ở Talavera de la Reina, Toledo, Castile-La Mancha, Óscar gia nhập lò đào tạo trẻ La Fábrica của Real Madrid vào năm 2009, từ CD Los Navalmorales. Trước mùa giải 2017–18, anh được đưa lên đội dự bị ở Segunda División B.
Óscar có lần ra sân đầu tiên vào ngày 19 tháng 8 năm 2017 trong trận thua 1-2 trước CF Rayo Majadahonda. Anh ghi bàn thắng đầu tiên vào ngày 11 tháng 11, ghi bàn mở tỷ số trong chiến thắng 2–0 trên sân khách trước CCD Cerceda.
Óscar được đôn lên thi đấu ở đội một vào ngày 28 tháng 11 năm 2017 khi khởi đầu bằng trận hòa 2–2 trên sân nhà trước CF Fuenlabrada, tại Copa del Rey của mùa giải. Ngày 12 tháng 7 sau đó, anh được đá chính thường xuyên trong đội hình câu lạc bộ Real Madrid Castilla của huấn luyện viên Santiago Solari, anh gia hạn hợp đồng đến năm 2023.

#### Leganés (cho mượn)

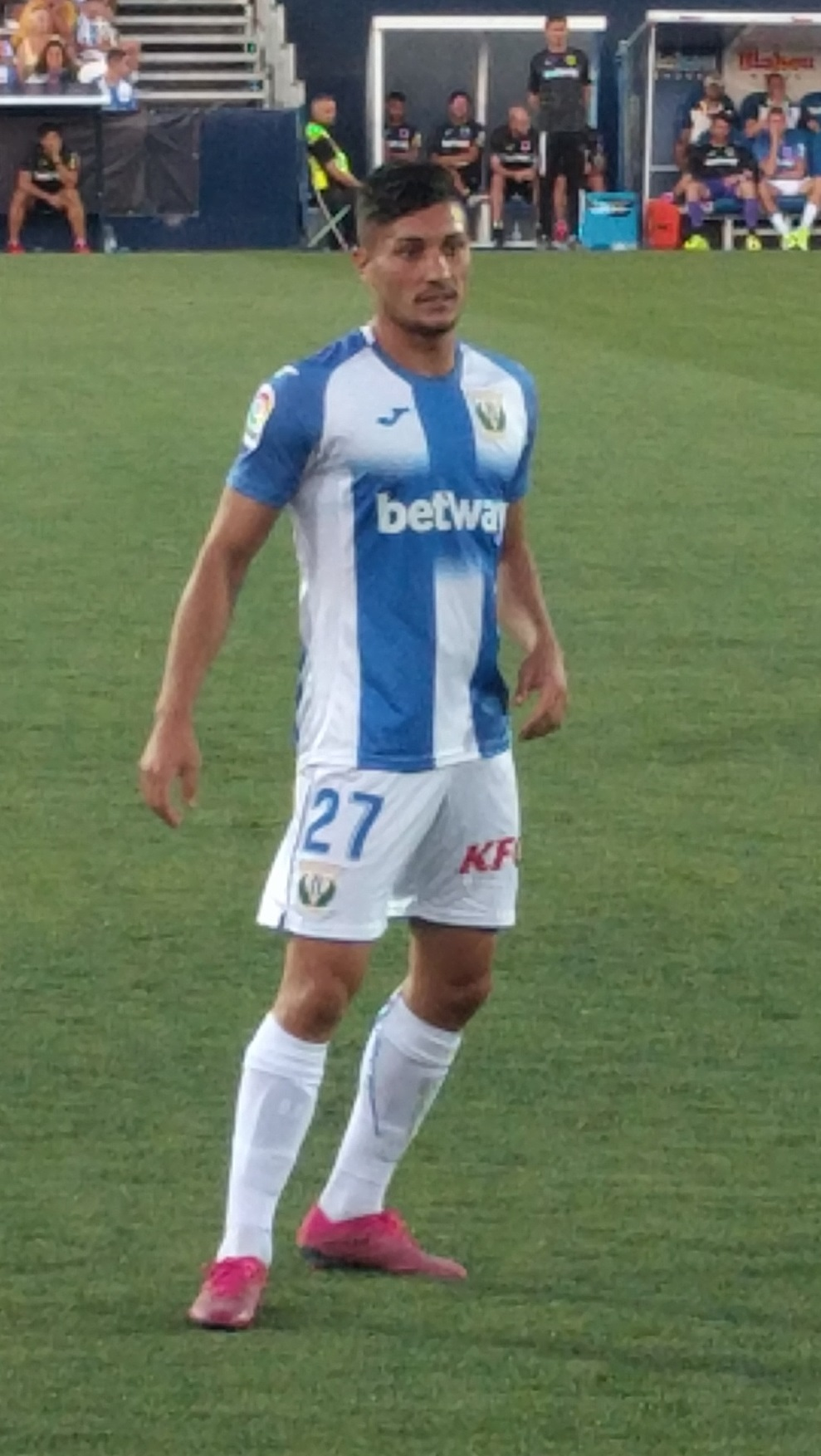
Óscar thi đấu cho Leganés vào năm 2019.

Vào ngày 13 tháng 8 năm 2018, Óscar được câu lạc bộ CD Leganés của La Liga mượn trong mùa giải, tại đây anh mang áo số 27. Anh có trận ra mắt câu lạc bộ vào ngày 16 tháng 9, thay thế Diego Rolán trong trận thua 0-1 trên sân nhà trước Villarreal CF.
Óscar ghi bàn thắng đầu tiên ở giải đấu hàng đầu vào ngày 26 tháng 9 năm 2018, ghi bàn thắng trong chiến thắng 2-1 trên sân nhà trước FC Barcelona. Vào ngày 31 tháng 5 năm 2019, sau bốn bàn thắng trong 30 lần ra sân tại giải đấu, hợp đồng của anh đã được gia hạn thêm một năm.
Óscar kết thúc mùa giải 2019-20 tại CD Leganés khi ghi được 9 bàn thắng, nhưng không thể giúp đội tránh xuống hạng.

### Sevilla
Vào mùa hè năm 2020, anh chuyển đến đầu quân cho câu lạc bộ Sevilla với giá 13,5 triệu euro.

## Sự nghiệp quốc tế
Sau khi đại diện cho đội tuyển Tây Ban Nha thi đấu ở các cấp độ U-17, U-19, U-20 và U-21, Óscar lần đầu tiên được triệu tập lên đội hình chính thức của đội tuyển Tây Ban Nha vào ngày 20 tháng 8 năm 2020 để chuẩn bị cho cho hai trận đấu UEFA Nations League với Đức và Ukraine.

## Thống kê sự nghiệp

### Câu lạc bộ
Tính đến ngày 21 tháng 8 năm 2020
| Câu lạc bộ          | Mùa giải            | Cúp liên đoàn       | Cúp liên đoàn | Cúp liên đoàn | Cúp quốc gia | Cúp quốc gia | UEFA    | UEFA      | Tổng cộng | Tổng cộng |
| Câu lạc bộ          | Mùa giải            | Giải                | Số trận       | Bàn thắng     | Số trận      | Bàn thắng    | Số trận | Bàn thắng | Số trận   | Bàn thắng |
| ------------------- | ------------------- | ------------------- | ------------- | ------------- | ------------ | ------------ | ------- | --------- | --------- | --------- |
| Real Madrid         | 2017–18             | La Liga             | 0             | 0             | 1            | 0            | -       | -         | 1         | 0         |
| Leganes             | 2018–19             | La Liga             | 31            | 4             | 1            | 0            | -       | -         | 32        | 4         |
| Leganes             | 2019–20             | La Liga             | 30            | 9             | 2            | 0            | -       | -         | 32        | 9         |
| Leganes             | Tổng cộng           | Tổng cộng           | 61            | 13            | 3            | 0            | -       | -         | 64        | 13        |
| Sevilla             | 2020–21             | La Liga             | 0             | 0             | 0            | 0            | 0       | 0         | 0         | 0         |
| Tổng cộng sự nghiệp | Tổng cộng sự nghiệp | Tổng cộng sự nghiệp | 61            | 13            | 4            | 0            | 0       | 0         | 65        | 13        |